# Paulo César Quartiero
Paulo César Justo Quartiero (Torres, 16 de julho de 1952) é um agropecuarista e político brasileiro filiado ao Avante.
Graduado em Agronomia pela Universidade de Passo Fundo, foi prefeito de Pacaraima (2005/2008), em Roraima. Grande dono de terras da cidade, ficou célebre por ordenar tiroteios contra os habitantes indígenas Makuxi a partir da demarcação das terras da Raposa Serra do Sol. Foi detido mas logo em seguida liberado pela polícia de Roraima.
Eleito deputado federal nas eleições em 2010, foi apontado como o campeão de gastos da verba da Câmara em 2011, quando consumiu vultosa soma em passagens aéreas, combustível, telefone e contratação de consultorias. Também responde a ações penais, dentre as quais as de sequestro, cárcere privado, roubo e dano.
No pleito de 2014 candidatou-se a vice-governador de Roraima, na chapa encabeçada por Suely Campos, sendo eleitos em segundo turno. Alegando incompatibilidade com a gestão da governadora Suely Campos, renunciou ao cargo em 25 de janeiro de 2018, tendo a carta de renuncia entregue a assembleia legislativa no dia seguinte. 